# ألكسندر مارينكوفيتش
ألكسندر مارينكوفيتش هو لاعب كرة قدم صربي في مركز حراسة المرمى، ولد في 13 يوليو 1990 في كراغوييفاتس في صربيا. لعب مع بي أيه إس كيه بيوغراد وراد بيوغراد وناسيونال ماديرا.

## وصلات خارجية
- ألكسندر مارينكوفيتش على موقع قاعدة بيانات كرة القدم.إي يو (الإنجليزية)
- ألكسندر مارينكوفيتش على موقع Soccerway.com (الإنجليزية)
- ألكسندر مارينكوفيتش على موقع عالم كرة القدم.نت (الإنجليزية)